# Victor Grignard
François Auguste Victor Grignard (n. 6 mai 1871, Cherbourg⁠(d), Basse-Normandie, Franța – d. 13 decembrie 1935, Lyon, Rhône⁠(d), Franța) a fost chimist francez, profesor universitar la Nancy și Lyon, laureat al Premiului Nobel pentru chimie în anul 1912, împreună cu Paul Sabatier.
În anul 1901 a descoperit compușii organomagnezieni micști (reacția Grignard și reactivul Grignard), cu numeroase întrebuințări în sinteza organică..